# Klopotovice
Klopotovice település Csehországban, a Prostějovi járásban. Klopotovice Biskupice, Tovačov, Ivaň, Hrubčice és Věrovany településekkel határos. Lakosainak száma 283 fő (2024. január 1.).

## Népesség
A település lakosságának változását az alábbi diagram mutatja:
| Lakosok száma | 303  | 354  | 355  | 289  | 235  | 288  | 276  | 265  | 281  | 283  |
|               | 1869 | 1890 | 1921 | 1950 | 1980 | 2001 | 2017 | 2019 | 2022 | 2024 |